# Георг Албрехт II (Ербах-Фюрстенау)
Георг Албрехт II фон Ербах-Фюрстенау (на немски: Georg Albrecht II von Erbach-Fürstenau; * 26 февруари 1648 във Фюрстенау; † 23 март 1717 във Фюрстенау) е граф на Ербах-Ербах-Фюрстенау.
Той е най-малкият син на граф Георг Албрехт I фон Ербах (1597 – 1647) и третата му съпруга графиня Елизабет Доротея фон Хоенлое-Шилингсфюрст (1617 – 1655), дъщеря на граф Георг Фридрих II фон Хоенлое-Шилингсфюрст и съпругата му Доротея София фон Золмс-Хоензолмс.
Ражда се три месеца след смъртта на баща му. Става полковник-лейтенант в имперската войска.
Той умира във Фюрстенау на 69 години и е погребан в Михелщат.

## Фамилия
Георг Албрехт II се жени на 3 ноември 1671 г. за графиня Анна Доротея Христина фон Хоенлое-Валденбург (* 22 февруари 1656; † 28 октомври 1724 в замък Шьонберг), дъщеря на граф Филип Готфрид фон Хоенлое-Валденбург (1618 – 1679) и съпругата му Анна Христиана Шенкин фон Лимпург-Зонтхайм (1618 – 1685). Те имат децата:
- Христина Елизабет (1673 – 1734), омъжена 1695 г. за Фридрих Крафт фон Хоенлое-Йоринген (1667 – 1709)
- Филип Фридрих (1676 – 1676)
- Филип Карл (1677 – 1736), граф на Ербах-Фюрстенау, женен I. 1698 г. за фрайин Шарлота Амалия фон Куновитц (1677 – 1722), II. за фрайин Анна София фон Спесхарт (1693 – 1767)
- Доротея Елизабет (*/† 1679)
- Карл Вилхелм (1680 – 1714), граф на Ербах-Фюрстенау, женен за Алма Мариана Ернестина фон Залиш (1688 – 1709)
- Ернст Фридрих Албрехт (1681 – 1710)
- Фридерика Албертина (1683 – 1709), омъжена 1702 г. за граф Фридрих Еберхард фон Хоенлое-Кирхберг (1672 – 1737), син на граф Хайнрих Фридрих фон Хоенлое-Лангенбург
- Георг Вилхелм (1686 – 1757), граф на Ербах-Фюрстенау, женен I. за София Шарлота фон Ботмер (1697 – 1748), II. за Леополдина София Вилхелмина фон Залм-Грумбах (1731 – 1795)
- Георг Август (1691 – 1758), граф на Ербах-Шьонберг, женен на 15 декември 1719 г. за графиня Фердинанда Хенриета фон Щолберг-Гедерн (1699 – 1750), дъщеря на граф Лудвиг Христиан фон Щолберг-Гедерн
- Георг Албрехт (1687 – 1706)
- Христиан Карл (1694 – 1701)
- Хенриета Юлиана Шарлота (1689 – 1718)

Георг Албрехт II фон Ербах-Фюрстенау е чрез син си Георг Август прадядо на Августа Ройс Еберсдорф, която е баба по майчина линия на британската кралица Виктория и по бащина линия на нейния съпруг принц Алберт.